# دگو
دگو (به ایتالیایی: Dego) یک کومونه در ایتالیا است که در استان ساونا واقع شده‌است.

## خصوصیات
دگو ۶۷٫۹ کیلومترمربع مساحت و ۱٬۹۹۳ نفر جمعیت دارد و ۳۱۷ متر بالاتر از سطح دریا واقع شده‌است.